# تیفا دمینجنسیس
تیفا دمینجنسیس (نام علمی: Typha domingensis) نام یک گونه از سرده لوئی است.